# Das Weihnachtsfest der Rockmusik
Das Weihnachtsfest der Rockmusik – Die schönsten Rockballaden von City & Keimzeit ist ein Splitalbum der deutschen Rockmusikgruppen City und Keimzeit. Der Veröffentlichung am 17. November 2003 folgte eine gemeinsame Weihnachtstour, die ein Jahr später eine Neuauflage erfuhr.

## Geschichte
Die beiden Bands standen schon vorher in Kontakt: Die City-Musiker Toni Krahl und Fritz Puppel führten bis 2001 das Label K&P Music. Dort wurden 1993 bis 2000 die Keimzeit-Alben Bunte Scherben, Primeln & Elefanten, Nachtvorstellung und Smart und gelassen warten veröffentlicht. Dieses Verhältnis war nicht frei von Meinungsverschiedenheiten. Die Idee und der Titel Das Weihnachtsfest der Rockmusik kam von City, die in den vorangegangenen Jahren immer wieder Angebote gemacht hatten, gemeinsam zu touren. Keimzeits Zögerlichkeit hatte unterschiedliche Ursachen: Es gab die Befürchtung als Ostrockband wahrgenommen zu werden und auch der Generationsunterschied war ein Gegenargument. Die Entscheidungsfindung war diskussionsintensiv. Im Frühling 2003 sagte Keimzeit schließlich einer gemeinsamen Weihnachtstour zu. Das dazugehörige Album wurde bei dem ehemalige Mutterkonzern von K&P Music, BMG, am 17. November 2003 veröffentlicht. Im Folgejahr gab es acht gemeinsame Weihnachtskonzerte mit weniger Publikum als im Vorjahr.
Eine Besonderheit bestand darin, dass viel gemeinsam und nicht hintereinander musiziert wurde. Aus City-Perspektive war die Kooperation mit Keimzeit der Auftakt für weitere gemeinsame Auftritte und Alben mit anderen Künstlern. Besonders erfolgreich war später das Projekt Rock Legenden.

## Lieder
Das Album setzt sich zu gleichen Teilen aus getragene Rockballaden beider Bands im Wechsel zusammen. Am Anfang stehen zwei Weihnachtslieder, bei denen die beiden Bands sich gegenseitig featuren. Die Anderen waren bereits auf anderen Alben der beiden Bands erschienen. Ein weiteres Weihnachtslied von Keimzeit namens Nennen wir es Weihnacht, wurde live gespielt, aber nicht auf dem Album veröffentlicht. Auf dem nachfolgenden City-Album Silberstreif am Horizont erschien der Titel Weihnachtsstern.
| Nr. | Interpret           | Titel                      | von Album                   | Jahr | Länge |
| --- | ------------------- | -------------------------- | --------------------------- | ---- | ----- |
| 01  | City feat. Keimzeit | Schöne Bescherung          | —                           | 2003 | 2:59  |
| 02  | Keimzeit feat. City | www. (Weltweite Weihnacht) | —                           | 2003 | 2:37  |
| 03  | City                | Sehn-Sucht                 | Rauchzeichen                | 1997 | 4:45  |
| 04  | Keimzeit            | Windstill                  | Primeln & Elefanten         | 1995 | 4:31  |
| 05  | City                | Lieben und lieben lassen   | Rauchzeichen                | 1997 | 4:44  |
| 06  | Keimzeit            | Singapur                   | Kapitel Elf                 | 1991 | 5:27  |
| 07  | City                | Ich bin ganz Auge          | Am Fenster 2                | 2002 | 3:50  |
| 08  | Keimzeit            | Flugzeuge                  | Irrenhaus                   | 1989 | 4:57  |
| 09  | City                | Casablanca                 | Casablanca                  | 1987 | 4:32  |
| 10  | Keimzeit            | Kling Klang                | Bunte Scherben              | 2003 | 3:48  |
| 11  | City                | Am Fenster (instrumental)  | City [mit Gesang]           | 1977 | 6:33  |
| 12  | Keimzeit            | Das Projektil              | Im elektromagnetischen Feld | 1998 | 3:56  |
| 13  | City                | Wege                       | Am Fenster 2                | 2002 | 4:46  |
| 14  | Keimzeit            | 2002                       | 1000 Leute wie ich          | 2002 | 3:36  |
| 15  | City                | Ganz leicht                | Rauchzeichen                | 1997 | 6:12  |
| 16  | Keimzeit            | Farben                     | Kapitel Elf                 | 1991 | 3:45  |